# Coltauco
Coltauco est une commune du Chili faisant partie de la province de Cachapoal, elle-même rattachée à la Région O'Higgins. En 2012, sa population s'élevait à 18 449 habitants. La superficie de la commune est de 225 km2 (densité de 82 hab./km2). La commune est créée en 1899. Coltauco se trouve dans la Vallée centrale du Chili à environ 100 kilomètres au sud-ouest de la capitale Santiago et 20 kilomètres à l'ouest-sud-ouest de Rancagua capitale de la province de Cachapoal<. Le territoire de la commune se trouve dans la vallée du rio Cachapoal à une altitude d'environ 250 mètres au pied d'une chaine de montagnes dont la crête parallèle à la vallée culmine à 1 500 mètres.

Position de Coltauco (en rouge) au sein de la Province de Cachapoal.